# Amélie Colbert
Singles de Laurent Voulzy
La Fille d'avril
(2001) Slow down
(2003)
Amélie Colbert est une chanson de Laurent Voulzy extraite de l'album Avril sorti le 22 octobre 2001.

## Origine
Cette chanson est un renouement de l'auteur avec ses origines antillaises, à travers la biguine et l'histoire d'une vieille dame imaginaire, afin de retranscrire les souvenirs de sa mère et la sagesse populaire ainsi que l'esprit des Antilles de l'époque, qu'il retrouve encore aujourd'hui: « J'avais des souvenirs de ce que me racontait ma mère. Moi, j'ai découvert la Guadeloupe très tard, à 35 ans. C'est un mélange de tout ça que j'avais envie de conter à travers l'histoire d'une vieille dame imaginaire qui a atteint une espèce de sagesse grâce à l'âge et aux aléas de la vie. Son nom, Amélie Colbert, est l'archétype d'un nom qu'on peut trouver là-bas. C'est le genre de personne que vous rencontrez quand vous avez un petit bobo au cœur ou dans le travail et qui vous redonne le moral. J'en ai rencontré là-bas des Amélie Colbert mais il y en a partout. C'est aussi une évocation de ce que pouvaient être les Antilles autrefois, et encore maintenant je trouve. Je voulais retranscrire cette âme. »

## Personnel
Les frères Fanfant — Camille Sopran’n au saxophone, Mario Canonge au piano, Roger Raspail aux percussions — ont participé à l'enregistrement.

## Classement
| Classement (2002) | Meilleure place |
| ----------------- | --------------- |
| France (SNEP)     | 36              |